# Bryodelphax parvuspolaris
Espèce
Bryodelphax parvuspolaris est une espèce de tardigrades de la famille des Echiniscidae. 

## Distribution
Cette espèce est endémique des Spitzberg en Norvège. Elle a été découverte à Revdalen.

## Description
Bryodelphax parvuspolaris mesure de 87 à 125 µm.

## Publication originale
- Kaczmarek, Zawierucha, Smykla & Michalczyk, 2012 : Tardigrada of the Revdalen (Spitsbergen) with the descriptions of two new species: Bryodelphax parvuspolaris (Heterotardigrada) and Isohypsibius coulsoni (Eutardigrada). Polar Biology, vol. 35, no 7, p. 1013-1026 (texte intégral).